# Johnny Olszewski
Pour les articles homonymes, voir Olszewski.
John Anthony Olszewski Jr, né le 10 septembre 1982 à Baltimore, est un homme politique américain. Membre du Parti démocrate, il est représentant des États-Unis pour le Maryland depuis 2025.

## Biographie
Il ne se représente pas à la Chambre des délégués lors des élections de 2014, afin de briguer un poste de sénateur du Maryland. Après avoir gagné la primaire démocrate de juin, il est battu par le républicain Johnny Ray Salling lors de l'élection générale du 4 novembre 2014.
En juin 2017, il annonce sa candidature au poste de county executive du comté de Baltimore lors des élections de 2018. Il affronte trois adversaires lors de la primaire démocrate du 26 juin 2018, dont le sénateur d'État James Brochin, contre qui il remporte l'investiture avec neuf voix d'avance. À l'issue d'un nouveau décompte des voix demandé par Brochin, cette avance est de dix-sept voix. Il remporte ensuite largement l'élection générale du 5 novembre contre le républicain Al Redmer, et prend ses fonctions le 3 décembre.
En 2023, est perçu comme un candidat potentiel à la succession du sénateur Ben Cardin pour les élections de 2024, mais il décline et apporte son soutien à Angela Alsobrooks en mai. En mars 2024, il annonce sa candidature aux élections pour la Chambre des représentants des États-Unis dans le 2e district du Maryland, où le sortant démocrate Dutch Ruppersberger ne se représente pas. En mai, il remporte largement la primaire démocrate contre Harry Bhandari, élu à la Chambre des délégués du Maryland. Le 5 novembre 2024, il remporte l'élection générale contre le républicain Kim Klacik.